# زومانا سيمبارا
زومانا سيمبارا (22 فبراير 1998 بباماكو في مالي - ) هو لاعب كرة قدم مالي في مركز الوسط.

## روابط خارجية
- زومانا سيمبارا على موقع قاعدة بيانات كرة القدم.إي يو (الإنجليزية)
- زومانا سيمبارا على موقع Soccerway.com (الإنجليزية)